# Alavancagem operacional
Alavancagem operacional ocorre quando um crescimento de x% nas vendas provoca um crescimento de n vezes x% no lucro bruto. O efeito de alavancagem ocorre pelo fato de que os custos fixos são distribuídos por um volume maior de produção, fazendo com que o custo unitário da mercadoria seja reduzido. 
O fator n é denominado grau de alavancagem operacional.
- Fórmulas
- ∆% Lucro / ∆% Volume
- ou     MCT / Lucro
- Onde: MCT = Margem de Contribuição Total.

## Efeitos da alavancagem Operacional
O efeito da alavancagem operacional está relacionado com os gastos fixos da empresa, gastos estes que poderão constituir risco para as atividades operacionais. A alavancagem operacional vem medir qual será a proporção deste risco.
O impacto da alavancagem operacional diminuirá na proporção do crescimento das vendas acima do ponto de equilíbrio, resultando assim num lucro maior.
No que concerne a análise da alavancagem operacional, num contexto de mercado de procura elástica, ou seja, o consumidor tem a opção de escolher um outro produto de outro fabricante, com um menor preço, ocasionando assim uma possível elevação do ponto de equilíbrio pela redução do preço de venda para manter-se competitivo neste mercado de procura elástica.
Se o ponto de equilíbrio for elevado, a empresa estará vulnerável a possíveis declínios provocados pela economia. Consequentemente A estrutura de gastos fixos provocará impactos nos lucros em conformidade das alterações do volume de vendas.